# Pholcus muralicola
Pholcus muralicola là một loài nhện trong họ Pholcidae. Loài này được phát hiện ở Hoa Kỳ.